# Grotowo
Grotowo (Duits: Hoppendorf) is een plaats in het Poolse district  Bartoszycki, woiwodschap Ermland-Mazurië. De plaats maakt deel uit van de gemeente Górowo Iławeckie en telt 580 inwoners.